# Brusture
Brusturele (denumit și lipan sau lăpuș, în latină Arctium lappa) este o plantă erbacee bienală din familia Asteraceae, cultivată în grădini pentru rădăcinile sale comestibile sau întâlnită frecvent ca buruiană.

## Descriere
Brusturele este oarecum înalt, putând ajunge până la 2 metri înălțime. Are frunze mari, alternate, frunzele bazale care apar în primul an de vegetație, triunghiulare, ovate sau cordate, cu marginele întregi, cu un pețiol lung, tomentoase pe partea inferioară.
Florile sunt tubulate de culoare mov-violet, cu antere și stamine concrescute și grupate în calatidii globulare, care formează un corimb. Acestea apar la mijlocul verii. Calatidiile sunt înconjurate de un involucru format din numeroase bractee, fiecare curbată sub forma unui cârlig, permițând să se agațe de blana animalelor și să fie cărate pe distanțe mari. Fructele sunt achene; cu o lungime de cca 6 mm, comprimate, cu papusuri scurte.
Rizomul este scurt, cărnos, continuat cu o rădăcina pivotantă lungă de  până la 50 cm lungime, de culoare brun-cenușie.
Tulpina este cilindrică, cu șanțuri longitudinale, ramificată, acoperită cu peri.

## Origine și distribuție
Specia este nativă regiunilor temperate ale lumii vechi, din Scandinavia până în Marea Mediterană, și din Arhipelagul Britanic până în Rusia, iar din Orientul Mijlociu până în China și Japonia, inclusiv India și a fost naturalizată aproape pretutindeni și poate fi găsită mai ales în zonele cu soluri bogate în azot. Este considerată o plantă ruderală (crește pe terenuri necultivate, lunci, câmpuri, margini de drum). Este deseori cultivată în Japonia, unde oferă numele unui tip special de construcție.

## Cultivare
Preferă solurile lucrate, bogate în humus, complet însorite. Brusturele este foarte sensibil la îngrășămintele pe bază de azot. Înmulțirea se face direct prin semințe, în timpul verii. Recolta are loc la trei până la cinci luni de la însămânțare, toamna târziu, moment după care rădăcinile devin prea fibroase.

## Compoziție chimică
Rădăcina conține inulină, acid palmitic, steric și cofeic, ulei volatil, vitamine din complexul B, nitrat de potasiu, steroli, hormoni vegetali, taninuri, mucilagii, mai conține o cantitate mare de fibre dietetice, este crocantă cu o aroma dulce. Rădăcinile de brusture au o acțiune antitermică și au fost foarte căutate în timpul epidemiilor de ciumă, se culeg înainte de perioada de înflorire. Frunzele conțin fitoncide, arctiină și lapanol.

## Utilizare culinară

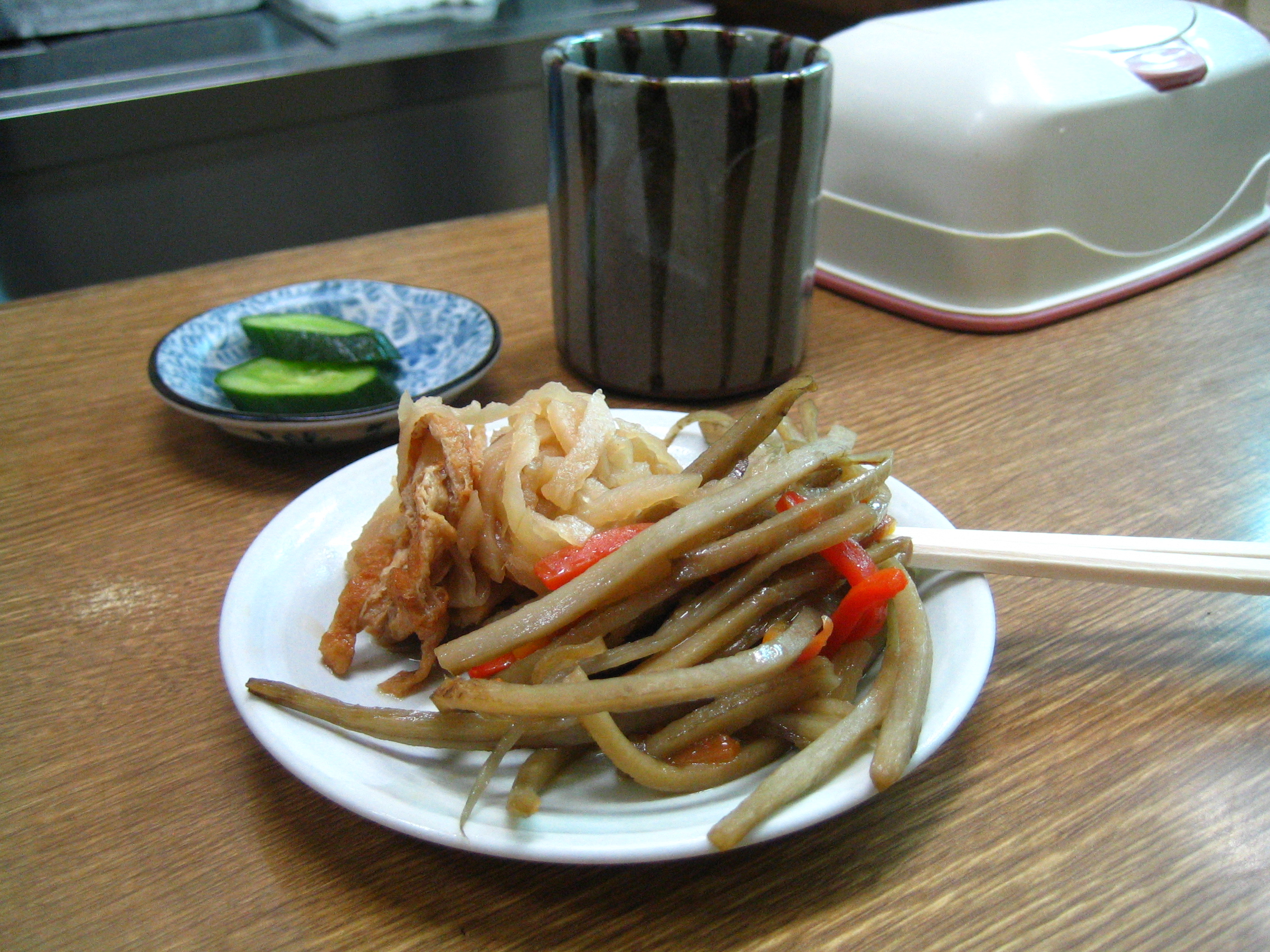
Fel de mâncare japonez, kinpira gobō, format din gobō (rădăcină de brusture) și ninjin (morcov) sotate, alături de kiriboshi daikon sotat

Brusturele era utilizat în Evul Mediu drept legumă, dar acum este rar folosit, cu excepția bucătăriei japoneze, unde este numit gobō (牛蒡 sau ゴボウ?), bucătăriei coreene, unde este numit ueong (우엉), și bucătăriilor italiene și portugheze, unde se numește bardana. Plantele sunt cultivate pentru rădăcinile lor, care pot ajunge până la un metru lungime și un diametru de 2 centimetri.
Tulpinile imature, care vor avea flori, pot fi culese de asemenea primăvara târziu, înainte de apariția florilor. Gustul este asemănător anghinarei, aceste două plante fiind înrudite.
În a doua jumătate a secolului al XX-lea, brusturele a fost recunoscut internațional datorită creșterii popularității dietelor macrobiotice, care susțin consumarea plantei. Rădăcina conține o cantitate considerabilă de fibre dietetice gobō (GDF, 6g per 100g), calciu, potasiu, aminoacizi și are un număr mic de calorii. Conține polifenoli, care cauzează culoarea închisă la suprafață și gustul pământos, prin formarea de complexe tanin-fier.
Rădăcina este foarte crocantă și are o aromă dulce, slabă, puțin pământoasă, care poate fi redusă prin menținerea bucăților tăiate în apă pentru circa 10 minute. Combinația cu carnea de porc în supa miso (tonjiru) și takikomi gohan (pilaf japonez) este considerată delicioasă.
Un fel de mâncare japonez este kinpira gobō, rădăcini de brusture și morcov tăiate julienne, stropite cu sos de soia, zahăr, mirin și/sau sake și ulei de susan. O altă mâncare este makizushi de brusture (sushi umplut cu rădăcină de brusture murată; rădăcina de brusture este de obicei colorată artificial în portocaliu, pentru a semăna cu morcovul).

## Utilizare în medicina tradițională

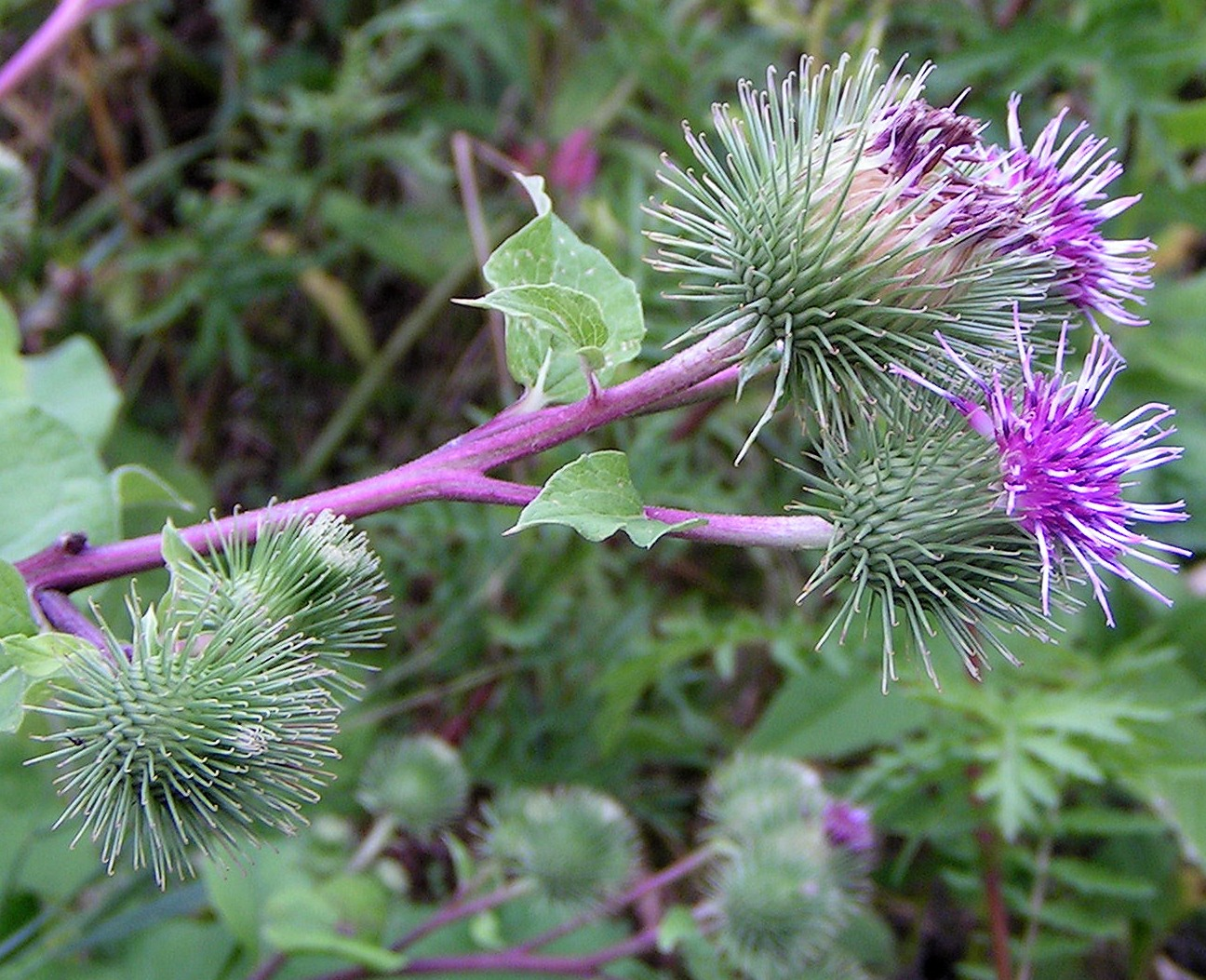
Inflorescență

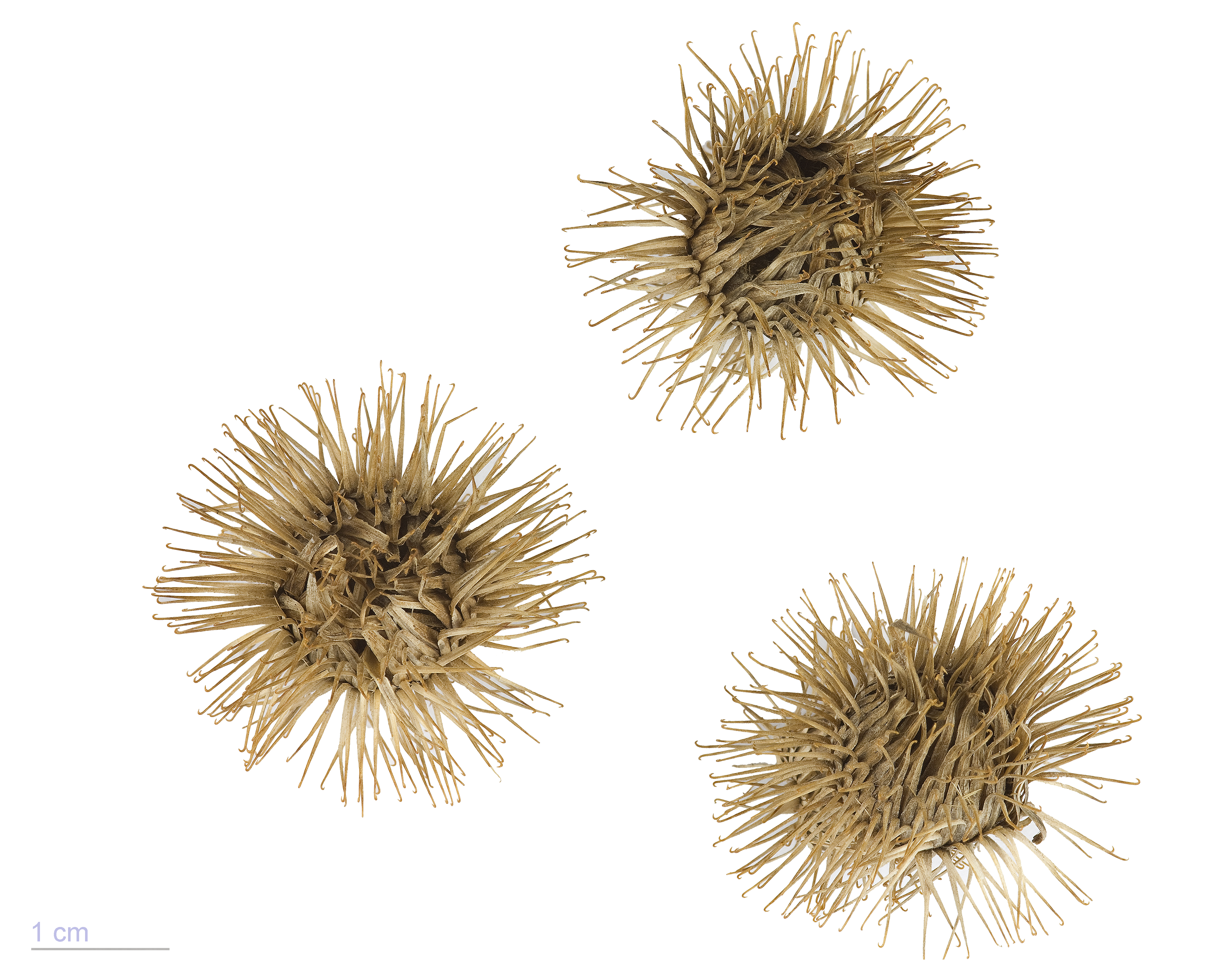
Arctium lappa

Naturaliștii populari consideră brusturele uscat ca fiind un agent diuretic, diaforetic și purificator al sângelui, de asemenea ajută la eliminarea toxinelor renale și hepatice. Semințele de brusture sunt utilizate în medicina tradională chineză, sub numele de niupangzi (
chineză: 牛蒡子; pinyin: niúpángzi). Datorită efectului sau curativ purificator, brusturele este folosit și în reglarea colesterolului și a trigliceridelor din sânge.